# كابانياس ديل كاستيلو
بلدية كابانياس ديل كاستيلو (بالإسبانية: Cabañas del Castillo)‏، هي بلدية تقع في مقاطعة قصرش والتي تقع في منطقة إكستريمادورا، غرب إسبانيا.
يبلغ عدد سكانها 523 نسمة وفقاً لإحصائية سنة (2002).